# Comalcalco
Comalcalco é uma cidade do México, localizada na região noroeste do estado de Tabasco e no sul do país. O município possui uma extensão de 723.19 km².